# Gewone graanloper
De gewone graanloper , korenloopkever of graanloopkever (Zabrus tenebrioides) is een keversoort uit de familie loopkevers (Carabidae). De wetenschappelijke naam van de soort werd in 1777 gepubliceerd door Johann August Ephraim Goeze.